# Thaba Nchu
Thaba Nchu este un oraș din Africa de Sud.